# University of Cincinnati
University of Cincinnati, obecně známá jako UC nebo Cincy, je státní výzkumná univerzita v Cincinnati v Ohiu ve Spojených státech amerických. Založena byla roku 1819, s více než 40 000 zapsanými studenty je jednou z největších univerzit ve Spojených státech.
Univerzita je známa pro výzkum a výuku v nejrůznějších oborech, včetně antropologie, architektury, designu, farmacie, hudby, lékařství, letectví, opery, paleontologie, práva, vyučování, životního prostředí.